# Peruanska maka
Peruanska maka, zlatna maka ili maka (lat. Lepidium meyenii), krtolasto je povrće iz porodice Brassicaceae. Poznata je i pod imenom peruansko čudo. Poreklom je iz Perua i optimalno uspeva na andskim visoravnima na 3.700—4.300 metara nadmorske visine. Jedna je od nekoliko biljaka koje opstaju na nadmorskoj visini većoj od 4.000 metara. Najčešće se uzgaja u tri komercijalizovane boje: žutoj (zlatnoj), crvenoj i crnoj. Sastavni je deo ishrane više civilizacija Anda od kojih su Inke najpoznatija, a u ćupovima naroda Moče pronađeni su ostaci ploda make iz perioda od oko 2.000 p. n. e. Smatra se svetim korenom, oduvek je korišćena kao žrtva bogovima. Pripadnici peruanskog naroda Kečua tvrde da je maku stvorila boginja Inka Pačamama, majka zemlje i dan-danas joj posvećuju vrlo slikovite i sadržajne obrede, pred setvu i pred vađenje ploda.

## Popularnost
Spada u red adaptogena i njena brojna blagotvorna dejstva naučno su dokazana, dok je endokrinolozi širom sveta, pa i u Srbiji u velikoj meri, preporučuju onima koji su protiv hormonalne terapije.
Ne dešava se često da neka biljka privuče toliku pažnju lekara i to u samo nekoliko godina njene komercijalizacije. Ona je u svetu pravi hit, u Americi i Engleskoj pakovanje od 0,5 kg ili 1 kg je sasvim uobičajena stvar, dok je u Japanu, Holandiji i Skandinavskim zemljama teško pronaći ženu kojoj maka nije postala sastavni deo životnog stila. U Norveškoj je svrstana u lekove i moguće je nabaviti samo uz lekarski recept.
Obradive površine pod makom u Peruu povećavale su se tokom 15 godina, kako bi se zadovoljila rastuća svetska potražnja. Godine 2015. Kina je preuzela primat u trgovini makom obezvredivši je, a Peruanci su po prvi put imali manje njenih useva nego prethodne godine. Situacija je takva da su Kinezi oduvek uvozili najkvalitetniju peruansku maku za svoje potrebe, dok proteklih godina ostatku sveta izvoze svoj nutritivno siromašan koren, sertifikujući ga kao peruanski.

## Lekovita svojstva
Veruje se da maka, delujući preko hipotalamusno-hipofizne osovine, precizno i ciljano ispravlja disfunkciju ljudskog organizma, nastalu kako spoljnim, tako i unutrašnjim štetnim uticajem. Pomaže u postizanju pozitivnog rezultata u vidu prirodnog začeća ploda. Time čuva pre svega zdravlje velikom broju parova koji ne mogu da imaju decu redovnim putem.
Pored toga što uspostavlja i reguliše hormonsku ravnotežu celokupnog organizma, peruanska maka povećava fizičku izdržljivost i energiju, otklanja hronična stanja umora i stresa, podstiče memoriju i mentalne sposobnosti, smanjuje depresiju, anksioznost, umanjuje simptome PMS-a i menstrualne bolove, ublažava simptome menopauze (valunzi, noćno preznojavanje, suvoću vagine, promene raspoloženja i depresija), uključujući probleme sa tiroidnom žlezdom, anemijom, osteoporozom i fibromialgijom. Pre svega, ova biljka povećava plodnost i libido oba pola, nivo testosterona i estrogena, broj i pokretljivost spermatozoida i odličan je afrodizijak. Stabilizacijom lučenja hormona rasta i poboljšanjem sna, sportistima donosi brz i trajan rezultat u vidu kvalitetne mišićne mase, veće izdržljivosti i brzog oporavka od treninga, a generalno doprinosi bržoj i boljoj regeneraciji kože, kose kao i svake ćelije organizma.

## Sastav
Izuzetne osobine peruanske make potiču od njenog jedinstvenog sadržaja koji čine: makaeni, makamidi, fitosteroli, glukozinolati, izotiocijanati, flavonoidi, tanini, amini, amidi, steroli i dr. Hemijska jedinjenja, kao što su u maki četiri jedinstvena alkaloida makaen 1, 2, 3 i 4, ali i makamid utiču na hipofizu. Veoma je bogata svim esencijalnim aminokiselinama, vitaminima (B1, B2, B12, C i E), mikro i makro elementima (lako apsorbujući kalcijum, fosfor, magnezijum, kalijum, gvožđe, natrijum, bakar, cink, mangan, selen, bor, silicijum, bizmut) i dr.

## Galerija
- (1R,3S)-1-metiltetrahidro-karbolin-3-karboksilna kiselina pronađena u maki
- Maka
- Maka
- Prah od makinog korena

## Spoljašnje veze
Mediji vezani za članak Peruanska maka na Vikimedijinoj ostavi